# Silbido

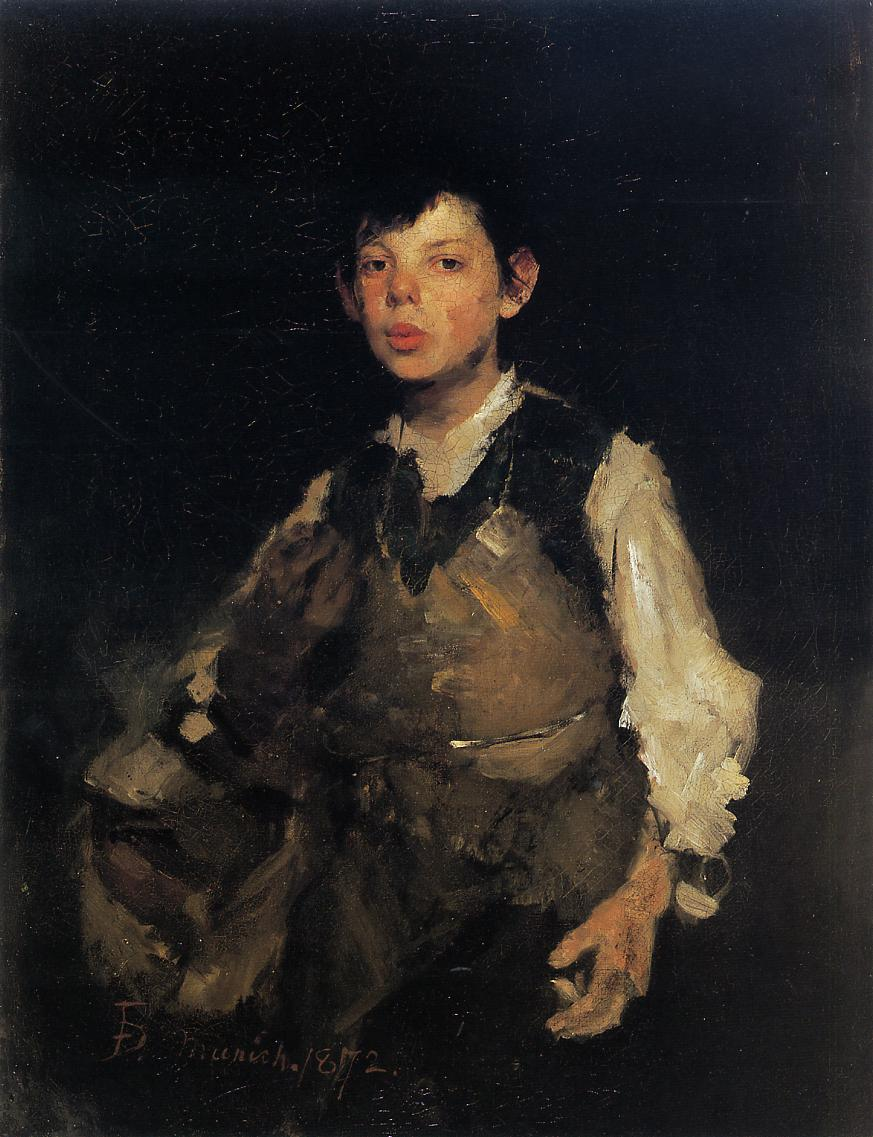
Whistling Boy (Chico Silbando) por Frank Duveneck.

Un silbido, o acción de silbar, es el sonido producido al expulsar aire a través de los labios fruncidos con ocasional ayuda de los dedos, por lo general agudo, aunque puede ser relativamente grave y alcanzar al menos cuatro octavas. El interior de la boca actúa a modo de caja de resonancia y la modulación se origina en la garganta. En algunos países de Hispanoamérica y en zonas de Andalucía se denomina chiflido o chiflo.[cita requerida]

## Modos

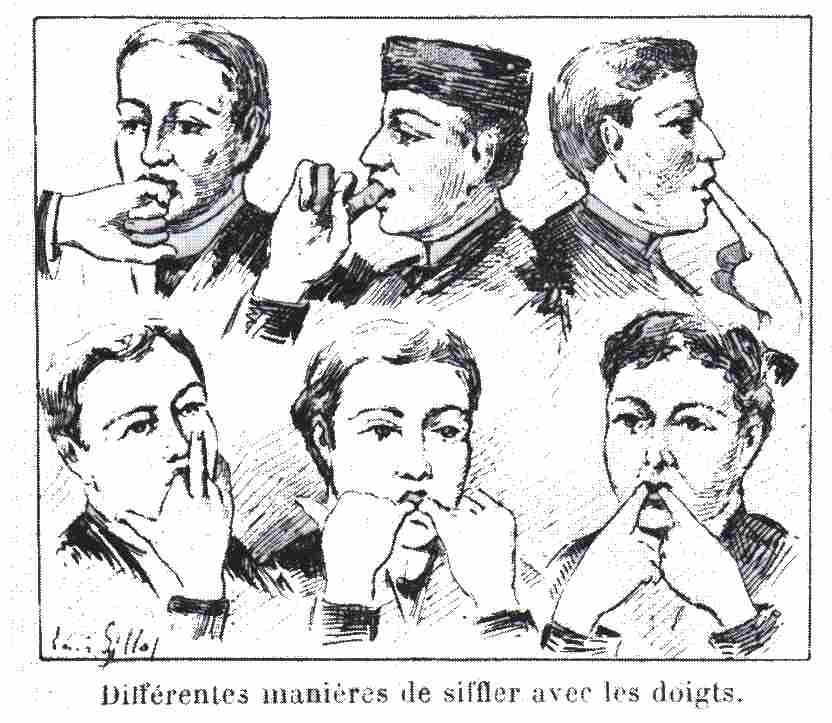
Lámina francesa decimonónica que muestra distintas técnicas de silbido.

El silbido puede realizarse de varias maneras:[cita requerida]
- Con los labios fruncidos, dejando un pequeño hueco por el que pasa el aire.
- Palatal, en el cual el aire vibra en el espacio entre la lengua y el paladar.
- Mediante el uso de los dedos, que se introducen en la boca y dan forma a la apertura por la que saldrá el aire, permitiendo que salga con mucha más fuerza, y por lo tanto más alto.
- Doblando el labio inferior hacia dentro y aspirando, resulta un silbido muy alto y agudo.
- Usando las manos a modo de caja de resonancia, dejando un hueco entre los pulgares, en la parte superior situaremos la boca al soplar y por la inferior saldrá el aire. Resulta un silbido bastante grave en comparación con los demás, por lo general, se le llama silbido del búho, o de la lechuza, porque este silbido se asemeja al sonido que hacen estos animales.
- También se puede hacer haciendo pasar el aire entre los dientes para formar un silbido muy agudo.

## Uso
Los silbidos son usados en distintas partes del mundo como medios de comunicación, normalmente para transmitir ideas simples como agrado, desagrado, piropo (el cual es muy característico) o simplemente llamar la atención. Sin embargo también existen lenguajes silbados, como por ejemplo el silbo gomero en las Islas Canarias.[cita requerida]
Aparte de utilizarse para llamar la atención sobre otros, el silbido ocupa diferentes funciones en la sociedad. Puede utilizarse como medio de reprobación en un deporte, llamar a un perro o parar un taxi.
[cita requerida]

## En la música
Existen «artistas del silbido» que reproducen melodías muy complejas o incluso llamados de aves. Los más populares en el siglo veinte fueron Kurt Savoy y Ilse Werner. En la música popular el silbido suele ser utilizado como un instrumento y abarca géneros tan dispares como música pop, country, folclore o música Indie. 
Muchos artistas han confesado utilizarlo a la hora de componer, incluso Andrew Bird afirmó en una entrevista: «un silbido es lo primero que me surge». El silbido muchas veces suele ocupar una parte importante de la canción, tales como melodía principal, introducción, o solo.

## Campeonatos de silbidos
Se empezaron las competiciones en el 2016, el primer campeonato se lo llevó a casa el Irlandés Frederick Smith, en el 2017 ganó el joven catalán Nil Trape, donde mostró sus dotes artísticas silbando el «Don't Worry, Be Happy» de Bobby McFerrin.